# Gustav Adolf Süß
Gustav Adolf Süß (* 15. Januar 1927; † 15. Oktober 2016 in Mainz) war ein deutscher Geschichtslehrer, Geschichtsdidaktiker und Vorsitzender des Verbandes der Geschichtslehrer Deutschlands 1980–1986.

## Leben
Süß studierte Geschichte, Deutsch und Latein und war von 1950 bis zum Eintritt in den Ruhestand 1987 Gymnasiallehrer. Er promovierte 1952 an der Universität Mainz über die Geschichte des Oberrheinischen Kreises. Er wurde Studiendirektor in Rheinland-Pfalz. Seit 1964 war er Fachleiter für Geschichte am Studienseminar für Gymnasien in Mainz. Von 1975 bis 1980 stand er dem Landesverband Rheinland-Pfalz des Verbandes der Geschichtslehrer Deutschlands vor, von 1980 bis 1986 war er der Bundesvorsitzende. Süß veröffentlichte Sozialkunde- und Geschichtsschulbücher im Diesterweg-Verlag und Aufsätze in geschichtsdidaktischen Zeitschriften.

## Schriften
- Geschichte des Oberrheinischen Kreises und der Kreisassoziationen in der Zeit des spanischen Erbfolgekrieges (1696–1714); in: Zeitschrift für Geschichte des Oberrheins (103/104) 1955/56.
- Grundzüge der Sozialkunde. Arbeits- und Lehrbuch, Diesterweg, Frankfurt am Main 1979 (zuerst 1964)
- Das Hambacher Fest, Landeszentrale für politische Bildung Rheinland-Pfalz, Mainz 1981
- Martin Luther in seiner Zeit (1483–1546), Landeszentrale für politische Bildung Rheinland-Pfalz, Mainz 1983

## Belege
1. ↑  Nachruf (Memento des Originals vom 24. Oktober 2016 im Internet Archive)  Info: Der Archivlink wurde automatisch eingesetzt und noch nicht geprüft. Bitte prüfe Original- und Archivlink gemäß Anleitung und entferne dann diesen Hinweis.
2. ↑  Praxis Geschichte Heft 2/1988, S. 60.

| Personendaten    | Personendaten                                 |
| ---------------- | --------------------------------------------- |
| NAME             | Süß, Gustav Adolf                             |
| ALTERNATIVNAMEN  | Süß, Gustav                                   |
| KURZBESCHREIBUNG | deutscher Geschichtsdidaktiker und Historiker |
| GEBURTSDATUM     | 15. Januar 1927                               |
| STERBEDATUM      | 15. Oktober 2016                              |
| STERBEORT        | Mainz                                         |